# Kloster Riddagshausen
Das Kloster Riddagshausen ist eine ehemalige Zisterzienser-Abtei in Braunschweig, zwischen Nußberg und Buchhorst. Hier ließen sich im Jahre 1145 Zisterziensermönche der Abtei Amelungsborn nieder. Das neu gegründete Tochterkloster Marienzelle nahm kurz darauf den Namen des benachbarten Dorfes Riddagshausen an. Die Gründung eines Klosters war seit 1143/44 durch Ludolf von Wenden vorbereitet worden, der in Personalunion Ministerialer Heinrichs des Löwen und Vogt von Braunschweig und Amelungsborn war. Riddagshausen ist heute ein Stadtteil Braunschweigs.

## Ortschaft Riddagshausen

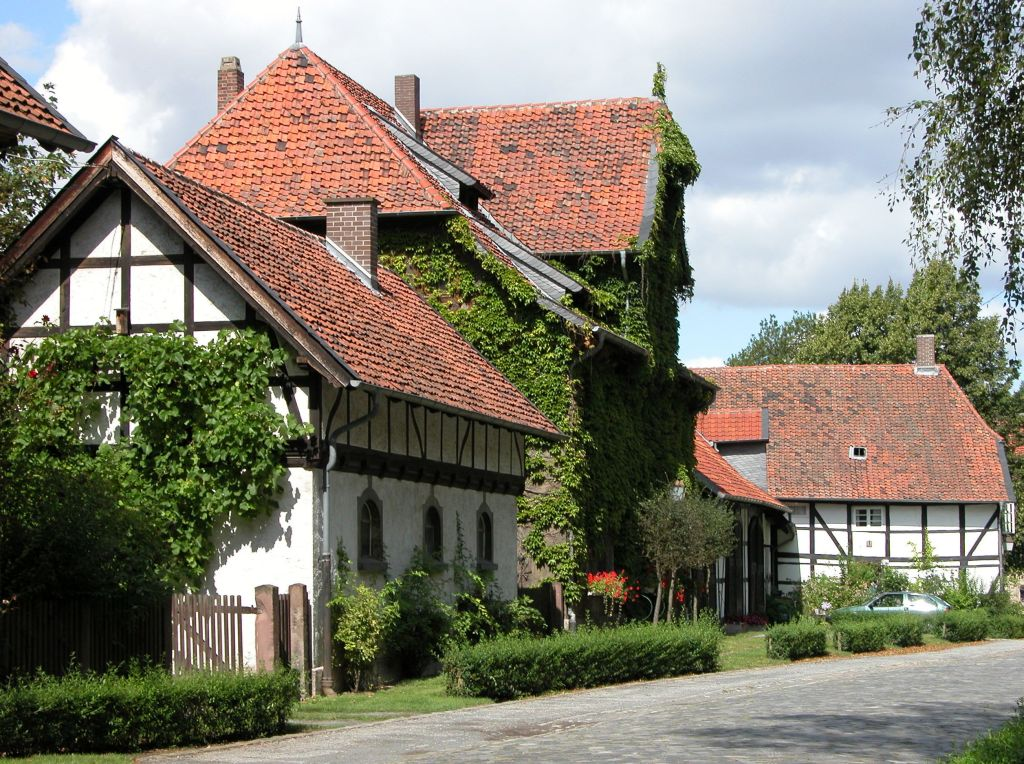
Domäne Riddagshausen

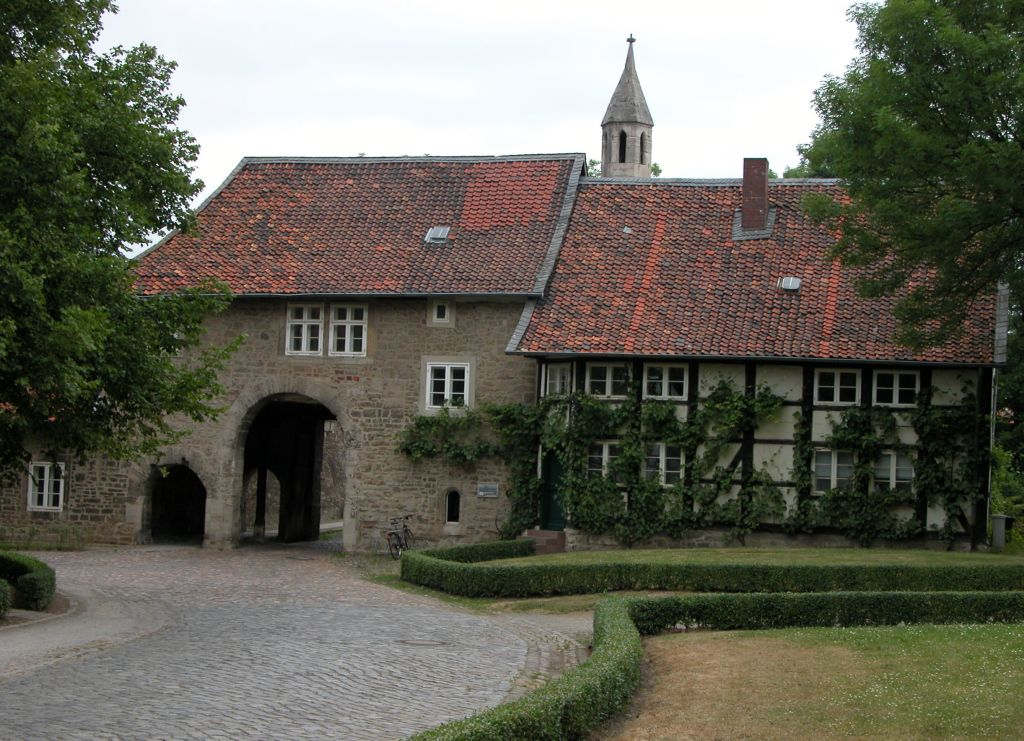
Tor zur Domäne

Der Ort wird im Jahre 1146 erstmals urkundlich als Ritdageshusen erwähnt, seit 1301 als Ridderhusen und erst ab 1605 als Riddagshausen. Im Jahr 1146 übertrug Heinrich der Löwe dem in Gründung befindlichen Kloster das Dorf Ritdageshusen mit all dessen Landbesitz und Arbeitskräften als Erstausstattung. Am Ortsnamen lässt sich erkennen, dass die Siedlung bereits zwei bis drei Jahrhunderte zuvor gegründet wurde. Gründer war offensichtlich ein Ricdagus oder Riddagus; dieser Vorname war hier noch bis zum 12. Jahrhundert anzutreffen. Die für sächsische Siedlungen typische Endung -husen für einen Ortsnamen war in dieser Gegend nur bis zum frühen 10. Jahrhundert gängig und wurde später durch Endungen wie -roth (-rode) oder, im 12. Jahrhundert -hagen abgelöst.
Seit 1934 ist Riddagshausen ein Stadtteil von Braunschweig.

## Zisterzienserkloster
Päpstliche Bestätigung und Schutz besitzt das Kloster seit 1147. Wie Heinrich der Löwe, so förderte auch Bischof Rudolf III. (1136–1149) von Halberstadt die Ansiedlung der Zisterzienser in seinem Bistum. 1206 begann man, die Klosterkirche durch einen Neubau zu ersetzen. Schon im 13. Jahrhundert waren die Zisterzienser wirtschaftlich unabhängig. Anfang des 14. Jahrhunderts entstand außerhalb der Klosteranlage das Dorf Neuhof, das den heutigen Ortskern bildet. 1605 gab es in Neuhof zwei große Ackerhöfe, acht Kothöfe und ab 1683 auch ein Rittergut. 1822 wurde Neuhof mit der Klosterdomäne zu einer Kirchengemeinde vereinigt.

### Klosterbesitz und Amt Riddagshausen

Riddagshausen 1899

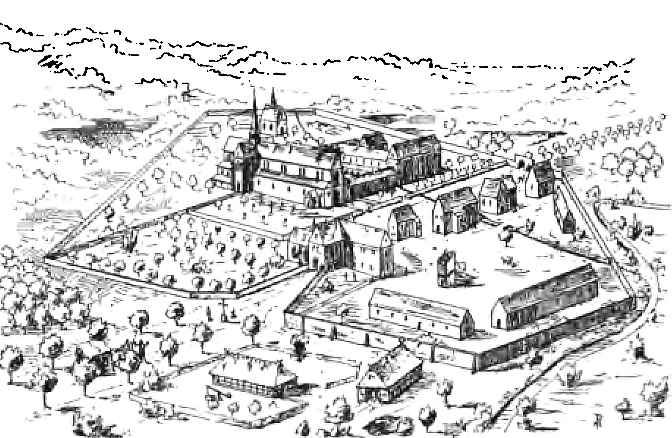
Blick auf die Klosteranlage um 1800

Neben den in Riddagshausen aufgegangenen Wüstungen gab es Klosterbesitz in zahlreichen Orten. Der Klosterbesitz, so Gäbler, wuchs schnell. Die Erwerbspolitik bediente sich „aller Mittel – Schenkung, Kauf, Tausch und kirchlicher Druck fehlte nicht“.
Einhundert Jahre nach der Gründung gehörten der Abtei etwa 100 Hufen, nach dreihundert Jahren waren es schon 500 Hufen. Der Grundbesitz lag weit verstreut bei Peine, Schöningen und in den Städten Braunschweig, Hildesheim und Magdeburg. Das Kerngebiet lag jedoch mit Riddagshausen, Neuhof, Mascherode, Klein Schöppenstedt, Gliesmarode, Querum und Hondelage nahe zusammen und bildete später den Hauptteil des Amtes Riddagshausen. Dazu kamen die Vogtei Meerdorf mit Meerdorf und Harvesse sowie Wobeck, Offleben und Unseburg. Nur Rautheim konnte wegen der Beharrlichkeit seiner Besitzer eine gewisse Eigenständigkeit bis zur französischen Besetzung Anfang des 19. Jahrhunderts behalten. Das Kloster hatte immer wieder Probleme mit seinen Nachbarn um Weiderechte, Rechte in den Wäldern oder um den Steinabbau im Nußberg.
Das Amt Riddagshausen war zunächst vor allem ein Amtsgericht oder hatte die Zuständigkeit dieses Gerichtes, wurde aber später auch als Gebietsbegriff benutzt. Dies Amt ging aber während der französischen Besetzung im „Landkanton Braunschweig im Osten“ im Département Oker auf.
In der Neuen Landschaftsordnung für das Herzogtum Braunschweig von 1832 wurden die Ämter Vechelde und Riddagshausen zu einem Wahlkreis zusammengeführt, darauffolgend am 1. Januar 1833 die beiden Ämter und die Stadt Braunschweig zur Kreisdirektion Braunschweig, dem Vorgänger des Landkreises Braunschweig, zusammengefasst.

## Abteikirche

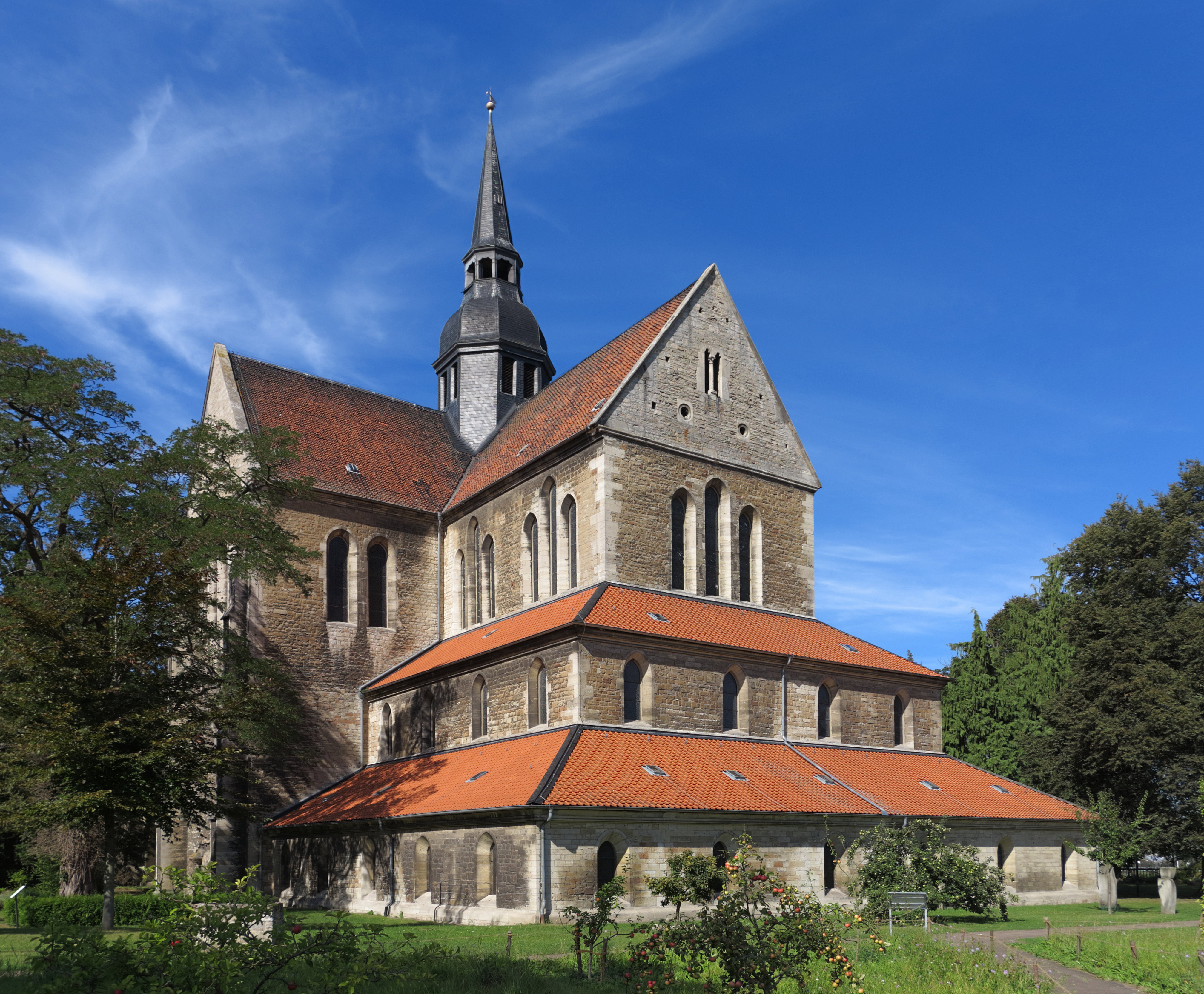
Klosterkirche Äußeres

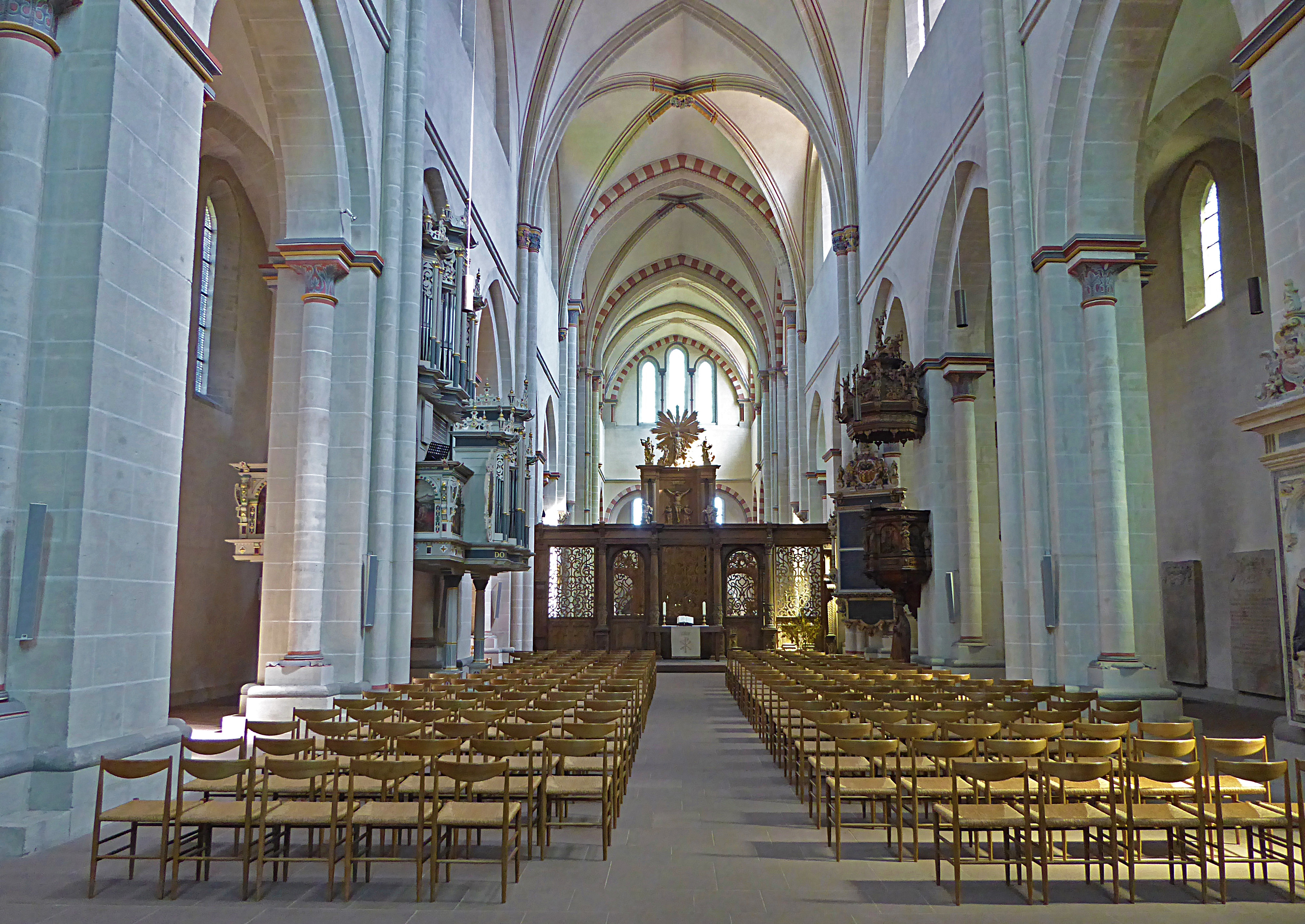
Klosterkirche Inneres

### Geschichte und Architektur
Vorbild der Riddagshäuser Abteikirche war die Mutterabtei Cîteaux in Burgund, wo der Orden entstanden war. Die architektonische Konzeption folgte zunächst dem verbindlichen Prinzip asketischer Strenge. Der Schmuckreichtum anderer zeitgenössischer Bauten wurde nicht kopiert. Erst als begonnen wurde, das Mittelschiff einzuwölben, hatte sich in der Architektur der klassisch-gotische Stil durchgesetzt. Im weiteren Bauverlauf wurde zunehmend von der Idee einer puristischen Zisterzienserkirche abgewichen. Nach gut 60-jähriger Bauzeit wurde die Klosterkirche 1275 geweiht. Das Torhaus (in dem sich heute das Zisterziensermuseum befindet) war schon Ende des 12. Jahrhunderts entstanden, während die kleine Fremdenkapelle nebenan kurz vor der Klosterkirche fertiggestellt wurde.

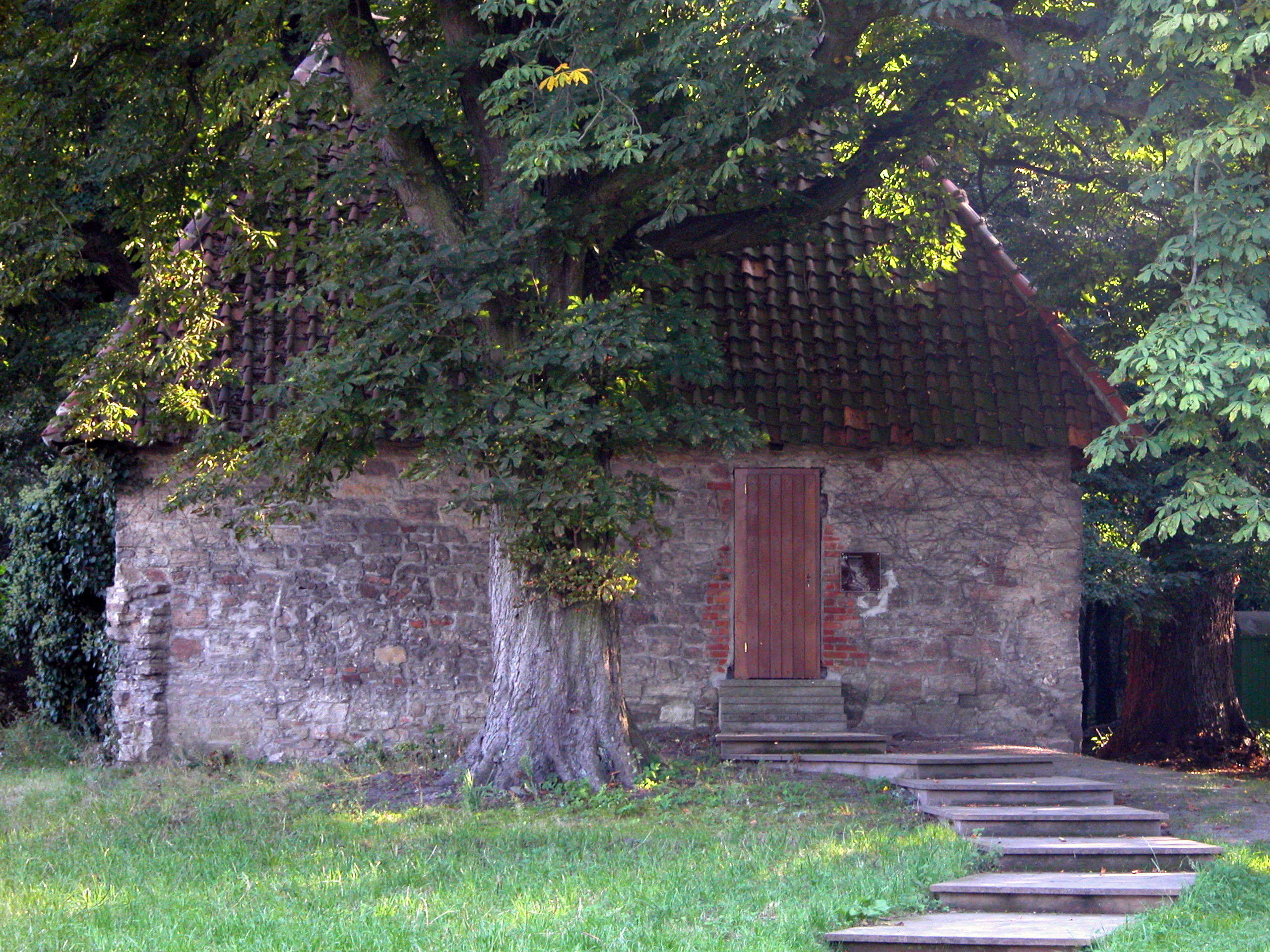
Siechenkapelle von 1305 im Klostergarten.

Höhepunkte im Kirchenleben der folgenden Jahrhunderte waren der Besuch des Kardinals Nikolaus von Kues 1451 sowie die Gewährung bischöflicher Rechte (zum Beispiel Tragen von Mitra und Ring) an den Abt von Riddagshausen durch Papst Sixtus IV. Seit 1492 kam es immer wieder zu Zerstörungen durch Braunschweiger: Die Welfenherzöge schlugen bei ihren Belagerungen der Stadt Braunschweig ihr Feldlager bevorzugt in Riddagshausen auf, provozierten also die Braunschweiger. Die Reformation wurde 1542 begonnen und 1568 abgeschlossen.
1690 wurde im Kloster unter dem Abt Johann Lucas Pestorf auf Anweisung der Herzöge Anton Ulrich und Rudolf August als Seminarium Ministrorum Ecclesiae ein Predigerseminar gegründet. Es war das erste und älteste seiner Art, mit dem „die praktisch-theologischen Qualitäten angehender Prediger verbessert“ werden sollten. Mit der Säkularisation des Klosters Riddagshausen im Jahre 1809 während der napoleonischen Besatzung wurde das Predigerseminar geschlossen.
Erst 1837 wurde es, diesmal in der Herzogstadt Wolfenbüttel mit dem Sitz des Herzoglichen Konsistoriums, neu eröffnet. Dem Predigerseminar angeschlossen war eine Klosterbibliothek.
1856 bis 1883 wurde die Kirche durch Kreisbaumeister Ernst Wiehe renoviert, in den Jahren 1962 bis 1975 kam es zu weiteren Ausbesserungen und Neuausmalungen. Von der frühen Anlage sind die Kirche (1275), die Siechenkapelle (1305), ein Stück Klostermauer, der Zugang zum Kloster und das romanische Nordtor-Gebäude (1147) mit der Torkapelle und der Pförtnerzelle erhalten. Die Frauenkapelle von 1275 war für den Gottesdienst von Fremden und Frauen bestimmt.
Die Klosterkirche und umliegende Gebäude wurden vom Braunschweiger Lokalmaler Georg Heise in seinen Gemälden abgebildet.

### Ausstattung

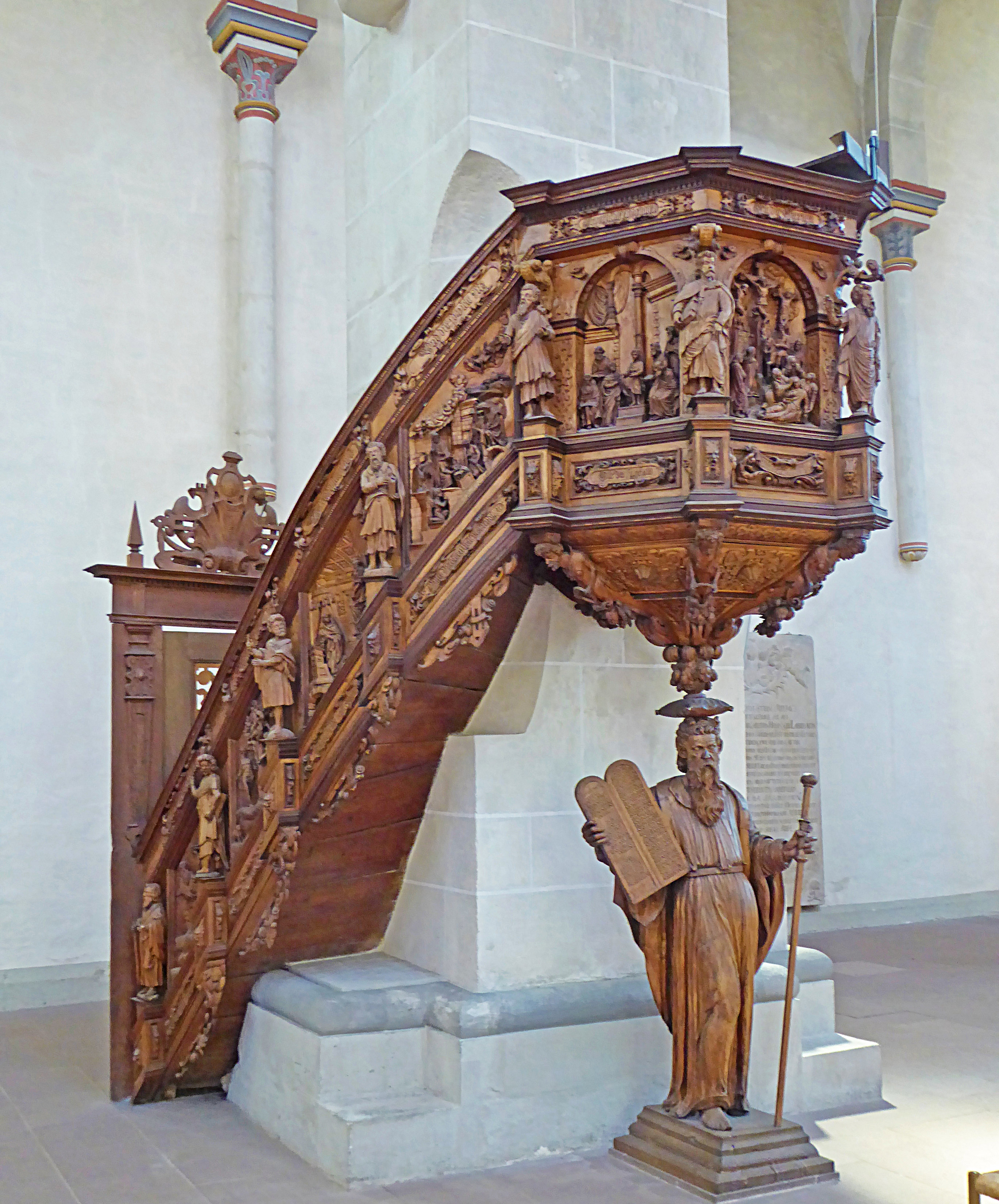
Kanzel

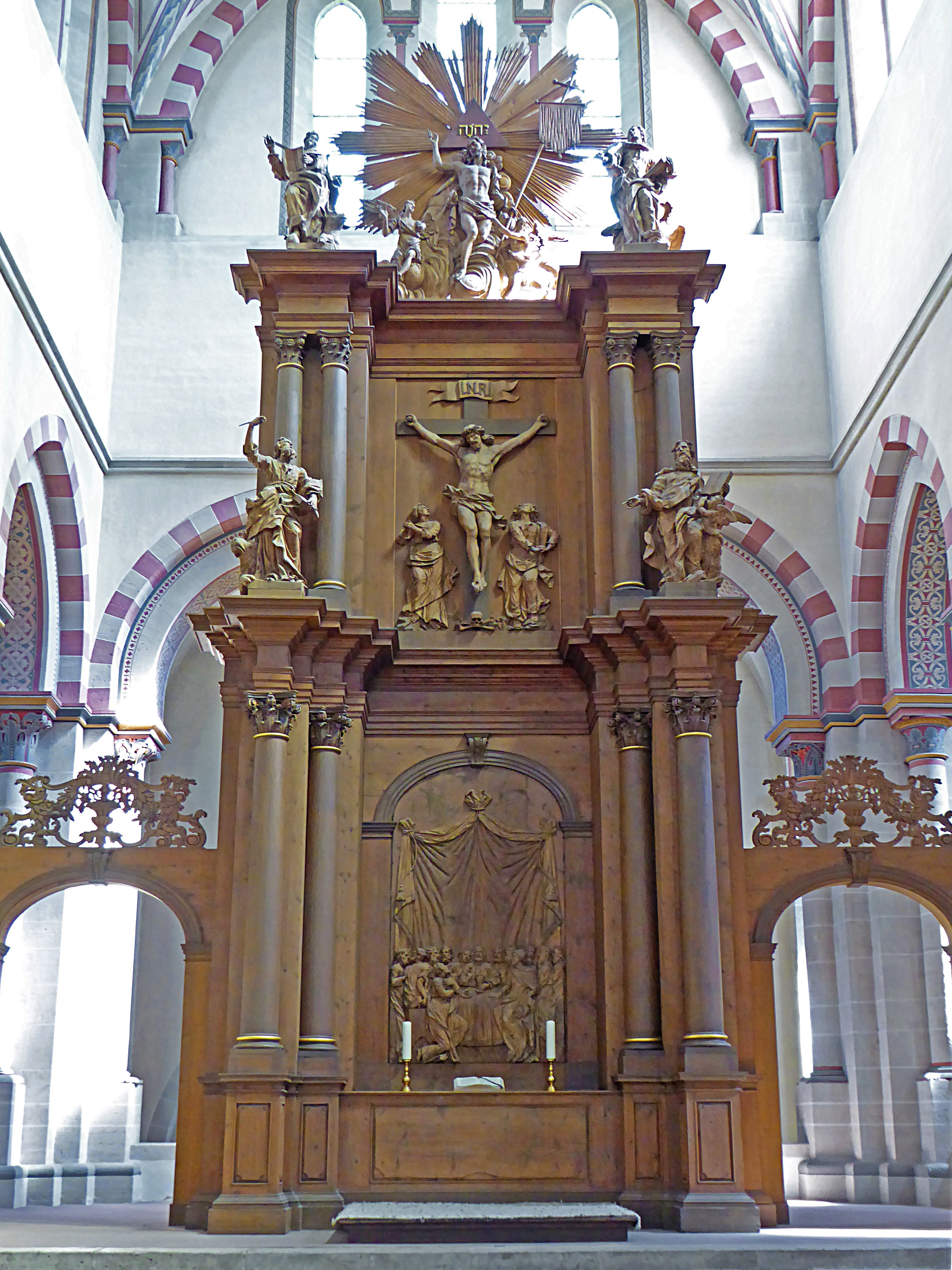
Hochaltar im Chorschluss

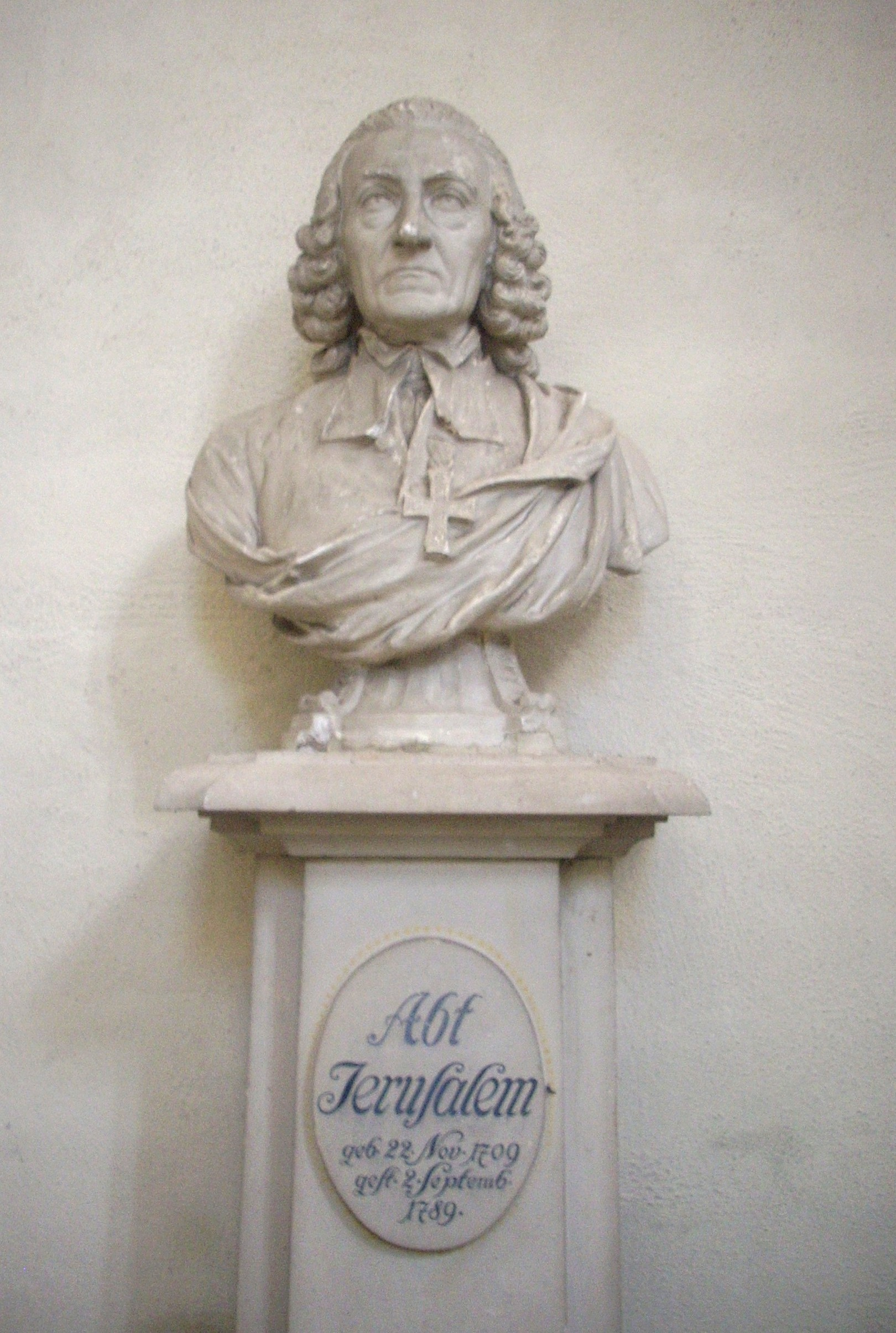
Grabbüste des Abts Jerusalem

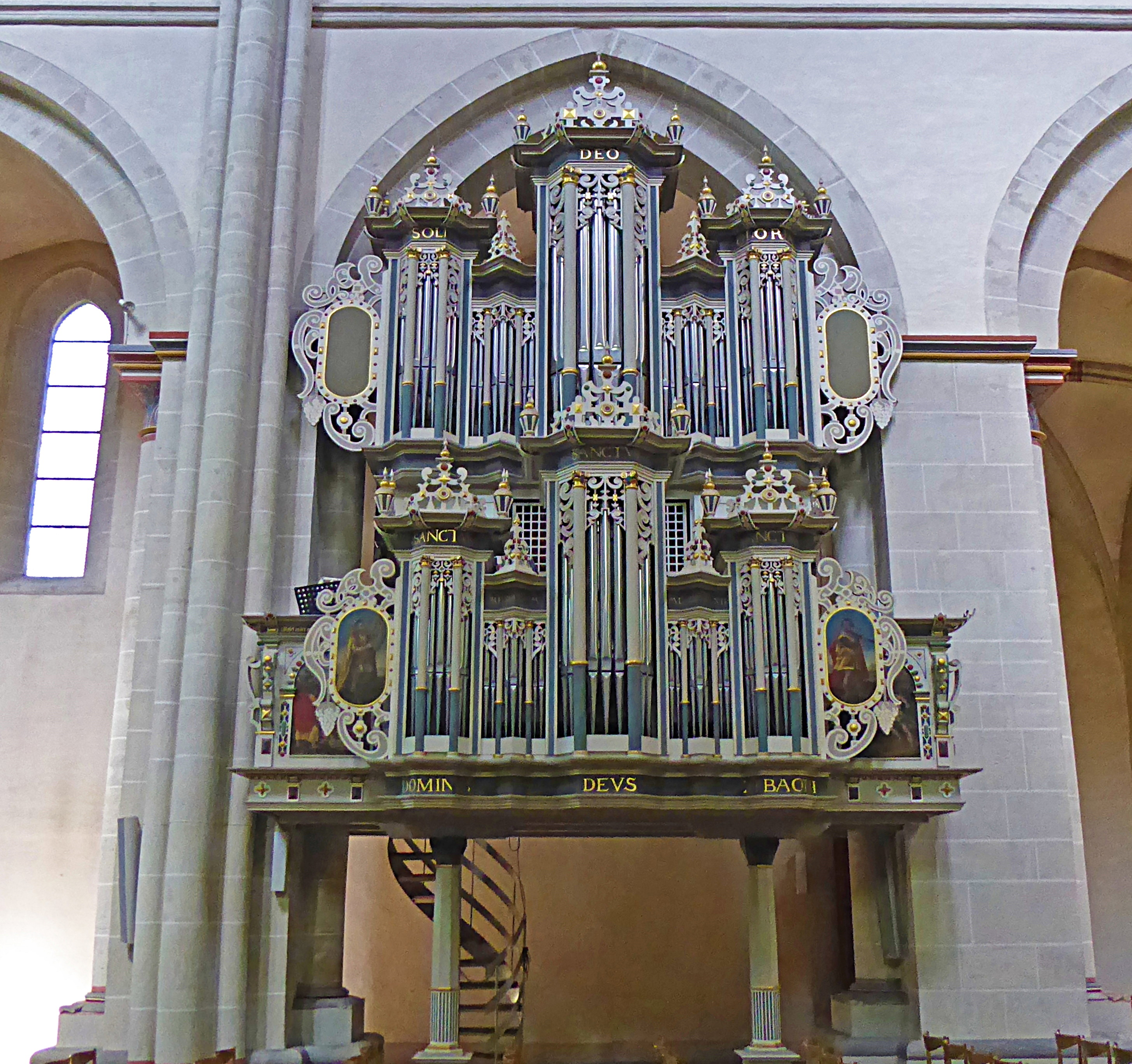
Orgelprospekt

In der Klosterkirche fand der Aufklärungstheologe Johann Friedrich Wilhelm Jerusalem seine letzte Ruhe, woran auch seine Büste erinnert. Die Kirche besitzt einen Taufstein von 1562, eine Renaissance-Kanzel aus Lindenholz von 1622 und einen spätbarocken Hochaltar von Matthäus Heinrich Vetten von 1735.

### Orgel
Besonders wertvoll ist der Orgelprospekt, den Heinrich Compenius der Jüngere vor 1619 für eine Schwalbennestorgel schuf und der in Teilen erhalten ist. Michael Praetorius überliefert 1619 in seinem Syntagma musicum die ursprüngliche Disposition mit 31 Registern auf drei Manualen und Pedal. 1882 wurde diese Orgel abgelöst durch einen Neubau der Gebrüder Euler mit zwei Manualen und 21 Registern. Teile des alten Prospekts wurden jedoch aufbewahrt. Die Orgelbaufirma Alfred Führer (Wilhelmshaven) baute 1979 ein neues Orgelwerk unter Einbeziehung der alten Prospektteile und in Anlehnung an die Disposition von Compenius. Das rein mechanische Instrument verfügt wieder über 31 Register, die auf drei Manuale und Pedal verteilt sind. Kantor und Organist ist seit 2001 Hans-Dieter Karras.
| I Rückpositiv C–g3 |       |
| Gedackt            | 8′    |
| Quintadena         | 8′    |
| Prinzipal          | 4′    |
| Flöte              | 4′    |
| Spitzflöte         | 2′    |
| Sesquialtera II    | 2 ⁄3′ |
| Scharff IV         | 1′    |
| Schalmey           | 8′    |
| Tremulant          |       |

| II Hauptwerk C–g3 |       |
| Bordun            | 16′   |
| Prinzipal         | 8′    |
| Rohrflöte         | 8′    |
| Oktave            | 4′    |
| Holzflöte         | 4′    |
| Nasard            | 2 ⁄3′ |
| Gemshorn          | 2′    |
| Mixtur V          | 1 ⁄3′ |
| Trompete          | 8′    |

| III Brustwerk C–g3 |       |
| Holzgedackt        | 8′    |
| Rohrflöte          | 4′    |
| Prinzipal          | 2′    |
| Oktave             | 1′    |
| Quinte             | 1 ⁄3′ |
| Zimbel III         | 1⁄2′  |
| Vox humana         | 8′    |
| Tremulant          |       |

| Pedal C–f1    |     |
| Subbaß        | 16′ |
| Prinzipalbaß  | 8′  |
| Gedacktbaß    | 8′  |
| Oktave        | 4′  |
| Hintersatz IV | 4′  |
| Posaune       | 16′ |
| Trompete      | 8′  |

- Koppeln: I/II, III/II, I/P, II/P, III/P

## Äbte des Klosters
- I. Robert (1145 bis 3. Juni 1150)[14]
- II. Konrad I. (1150–1164)
- III. Reiner I. (1164–1168)
- IV. Siegebodo (ab 1168–118.)
- V. Amelung I. (118.–1187)
- VI. Bertram (1187–1198)
- VII. Wilbernus (1198–1202)
- VIII. Amelung II. (1202–1208)
- IX. Balduin I. (1208–1216)
- X. Konrad II. (1216–1224)
- XI. Arnold (1224–1247)
- XII. Konrad III. (1247–1261)
- XIII. Johannes I. (1261–1264)
- XIV. Ludolf (1264–1278)
- XV. Hermann I. (1278–1288)
- XVI. Konrad IV. (1288–1291)[15]
- XVII. Otto (1291–1303)
- XVIII. Reiner II. (1303–1311)
- XIX. Johannes II. (1311–1321)
- XX. Herwig (1321–1332)
- XXI. Dietrich I. (1332–1343)
- XXII. Friedrich (1343–1347)
- XXIII. Johannes III. (1347–1348)
- XXIV. Eggeling (1348–1366)
- XXV. Dietrich II. (1366–1372)
- XXVI. Hermann II. (1372–1392)
- XXVII. Heinrich I. (1392–1407)
- XXVIII. Burkard I. (1407–1420)
- XXIX. Hermann III. (1420–1435)
- XXX. Heinrich II. (1435–1445)
- XXXI. Balduin II. (1445–1451)
- XXXII. Johannes IV. (1451–1454)
- XXXIII. Johannes V. (1454–1456)
- XXXIV. Matthias (1456–1473)
- XXXV. Ebert (1473–1496)
- XXXVI. Burkard II. (1496–1503)
- XXXVII. Hermann IV. (1503–1531)
- XXXVIII. Johannes VI. (1531–1535)
- XXXIX. Lambertus von Balven (1535 bis 6. November 1553)
- XL. Jodocus Oppermann (1553 bis 31. Oktober 1557)
- XLI. Johannes Lorber (19. November 1557 bis 23. Oktober 1586)
- XLII. Petrus Wiendruwe (30. November 1586 bis 24. Oktober 1614)
- XLIII. Heinrich Scheele (9. Januar 1615 bis 14. Oktober 1622)
- Reiner Schrader (ab 1623)
- Peter Tuckermann (ab 1625)
- Joachim Lütkemann (ab 1651 bzw. 1653)
- Christoph Specht (ab 1655)
- Brandanus Daetrius (ab 1662)
- Justus Cellarius (ab 1688)
- Johann Lucas Pestorf (ab 1689)
- Christian Specht (ab 1693)
- Gottlieb Treuer (ab 1706)
- Philipp Ludwig Dreyßigmark (ab 1730)
- Johann Friedrich Wilhelm Jerusalem (ab 1752)
- August Christian Bartels (1789–1826)
- Georg Bartels (ab 1858)
- Heinrich Thiele (ab 1876)
- Carl Rohde (ab 1891)

## Die Riddagshäuser Teiche

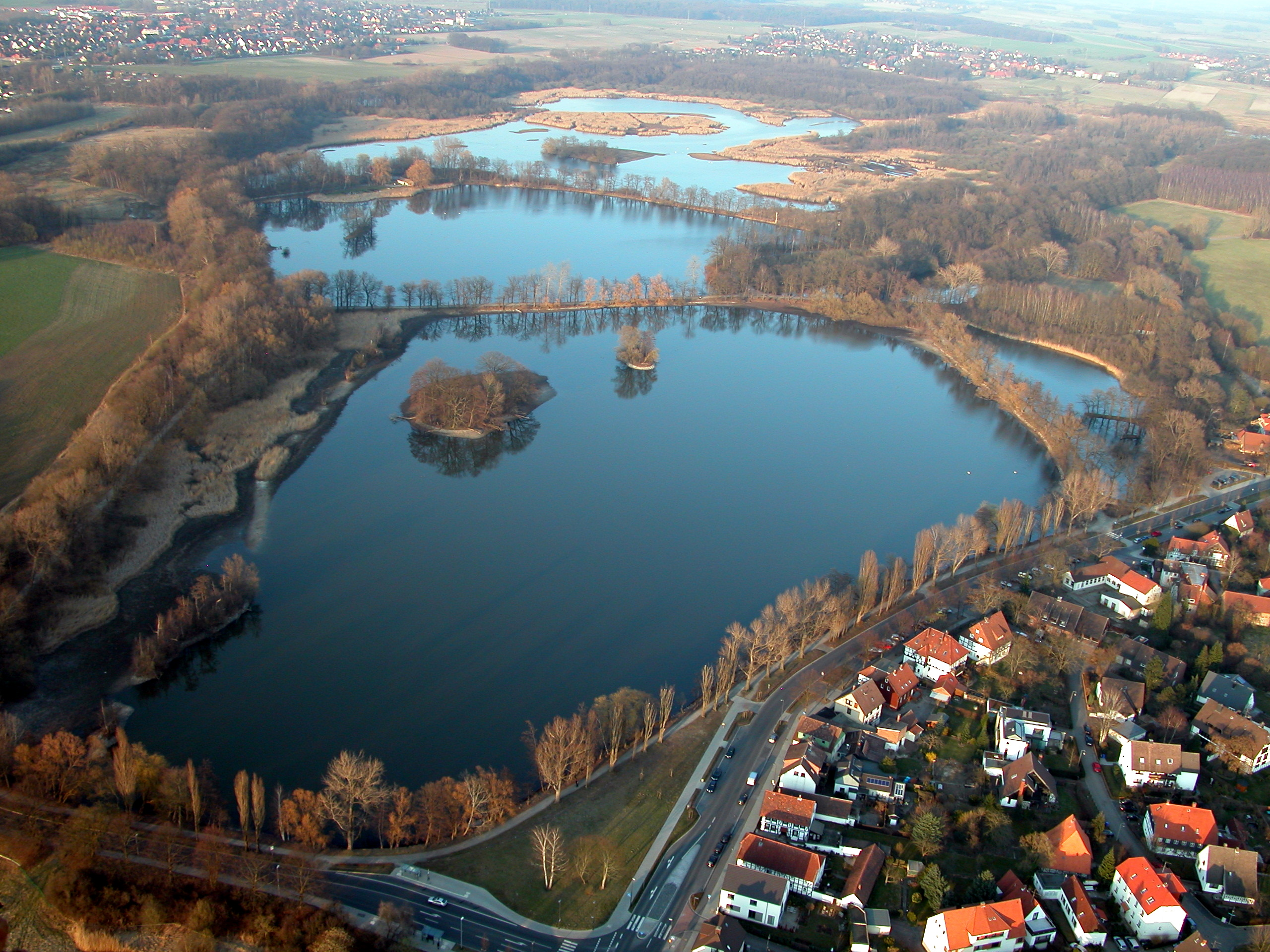
Riddagshäuser Teiche (von unten nach oben): Kreuzteich, Mittelteich und Schapenbruchteich (von Südwesten gesehen).

Auch die ausgedehnte Teichlandschaft des heutigen Riddagshausen ist auf die Tätigkeit der Zisterziensermönche zurückzuführen. Sie entwässerten die damals sumpfige Gegend und legten Fischteiche an. Von den ehemals 28 Teichen existieren heute noch 11. Die größten sind der Schapenbruchteich, der Mittelteich und der Kreuzteich. Die flachen nährstoffreichen (eutrophen) Teiche weisen eine Schwimmblatt- und Unterwasservegetation sowie Verlandungszonen auf. Sie werden auch heute noch fischereiwirtschaftlich genutzt. Am Wasser trifft man eine reichhaltige Tier- und Pflanzenwelt an. Viele seltene Vogelarten leben hier, wie Krickente, Eisvogel, Zwergtaucher und Rohrweihe.
Seit dem 19. Jahrhundert setzten sich viele Persönlichkeiten aus Braunschweig und Riddagshausen für den Erhalt des Teichgebiets in seiner ursprünglichen Natürlichkeit ein. Darunter befanden sich Johann Heinrich Blasius mit seinen Söhnen, die dort umfangreiche Feldbeobachtungen durchführten, Studienrat Gerhard Schridde und die Familie Nehrkorn vom Klostergut Riddagshausen. Den Bemühungen des Braunschweiger Arztes Otto Willke ist es zu verdanken, dass das Teichgebiet Riddagshausen 1936 zum Naturschutzgebiet erklärt wurde. Dadurch wurde einem weiteren Heranrücken der städtischen Bebauung Einhalt geboten. 1962 wurden die Riddagshäuser Teiche auf Antrag von Rudolf Berndt, Leiter der Vogelschutzstation Braunschweig, in den Rang eines Europareservates erhoben. Mittlerweile besteht die Gefahr, dass dieser Titel wieder aberkannt wird, da die Zahl der seltenen Vogelarten, die hier brüten oder auf ihrem Durchzug rasten, rückläufig ist.

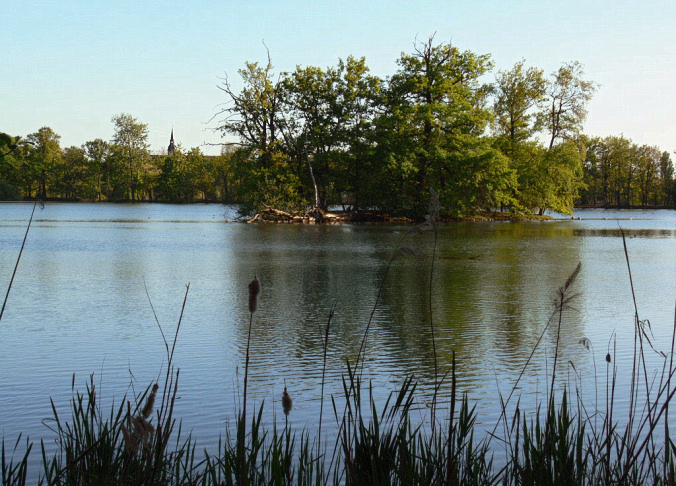
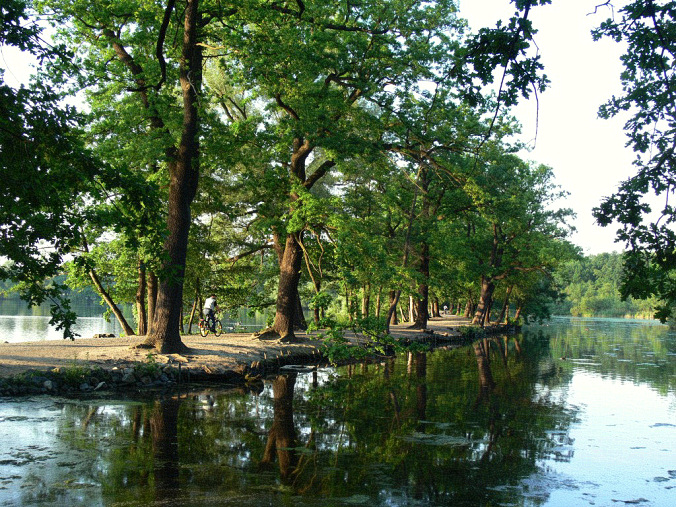
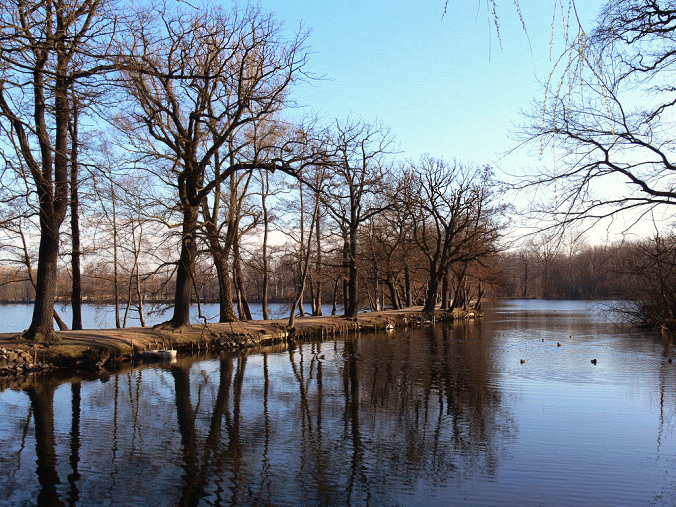

## Das Arboretum
Das Arboretum Riddagshausen ist eine baumkundliche Sammlung, die im Laufe der Zeit auf einer Fläche in der Buchhorst (Ebertallee, in der Nähe des Wildgeheges) entstand. Das Arboretum wurde 1838 als Forstgarten durch Theodor Hartig gegründet. 1920 traf sich die Deutsche Dendrologische Gesellschaft zu ihrer Jahrestagung in Braunschweig. Sie bezeichnete das Arboretum als eine der bedeutendsten Baumsammlungen Deutschlands. Nachdem das Arboretum in den letzten Jahrzehnten viel von seinen ursprünglichen Qualitäten verloren hatte, wurde die Anlage 1998/99 mit Hilfe der Richard-Borek-Stiftung saniert. Die knapp 80 Baumarten sind mit ihren Namen gekennzeichnet und können auf einem Rundgang besichtigt werden.